# Ernst Egli

Ernst Egli (1952)

Ernst Arnold Egli (* 17. Jänner 1893 Wien; † 20. Oktober 1974 in Meilen) war österreichisch-schweizerischer Architekt und Stadtplaner in Wien und Zürich. Egli lebte lange in der Türkei, wo er den Großteil seines gebauten Werkes schuf.

## Leben
Ernst Egli war Sohn des Schweizer Ingenieurs Johann Jakob Egli (1840–1918). Er wuchs in Wien auf, wo er 1912–1918 an der Technischen Hochschule Architektur studierte. Nach kurzer Tätigkeit im Atelier Theiss & Jaksch machte er sich 1919 selbständig. Egli zählte in den 1920er Jahren zum Kreis der Architekten und Planer in Wien, wie etwa auch Margarete Schütte-Lihotzky, die innerhalb der Siedlungsbewegung für den Wohnungsbau arbeiteten. Er war 1924–27 Assistent von Clemens Holzmeister an der Wiener Akademie und kam auf dessen Empfehlung 1927 in die Türkei. Beider Arbeit beeinflusste maßgeblich den kemalistischen Aufbau des neuen Ankara in den Jahren 1927–1938. Von Mustafa Kemal Pascha ausdrücklich mit der Entwicklung einer modernen Architektur für den Schulbau beauftragt, prägte er die Moderne in der Türkei wesentlich. 1936–1937 errichtete er einige Bauten in der Atatürk-Waldfarm in Ankara.
Eglis Frau war Jüdin, so dass die beiden nicht nach Österreich zurückkehren konnten. Nach der Übersiedlung in die Schweiz 1940 – Egli war Schweizer Bürger – hatte er ab 1942 Lehrtätigkeiten an der Eidgenössischen Technischen Hochschule Zürich inne. Dort wurde er 1947 zum Titularprofessor für Städtebau ernannt. 1947 bis 1951 war er von der libanesischen Regierung gleichzeitig zum Leiter der Städtebauabteilung in Beirut berufen worden. Nach zwei Jahren erneuter Lehrtätigkeit in Zürich war er von 1953 bis 1956 im Auftrag der UNO an der Universität von Ankara. Während seiner Zeit als Hochschullehrer bis zu seiner Emeritierung 1963 an der ETH entstanden seine grundlegenden Schriften zum Städtebau, die ihm große Anerkennung brachten und bis heute Gültigkeit besitzen.
1968 erhielt er ein Ehrendoktorat der Technischen Hochschule Wien.

## Schriften
- Das türkische Wohnhaus. In: La Turquie Kemaliste. Nr. 14, 1936.
- Die neue Stadt in Landschaft und Klima. Rentsch, Erlenbach 1951.
- Sinan, der Baumeister osmanischer Glanzzeit. Rentsch, Erlenbach 1954.
- Geschichte des Städtebaus. 3 Bände Rentsch, Erlenbach (und Zürich) 1959–1967.

## Projekte (Auswahl)

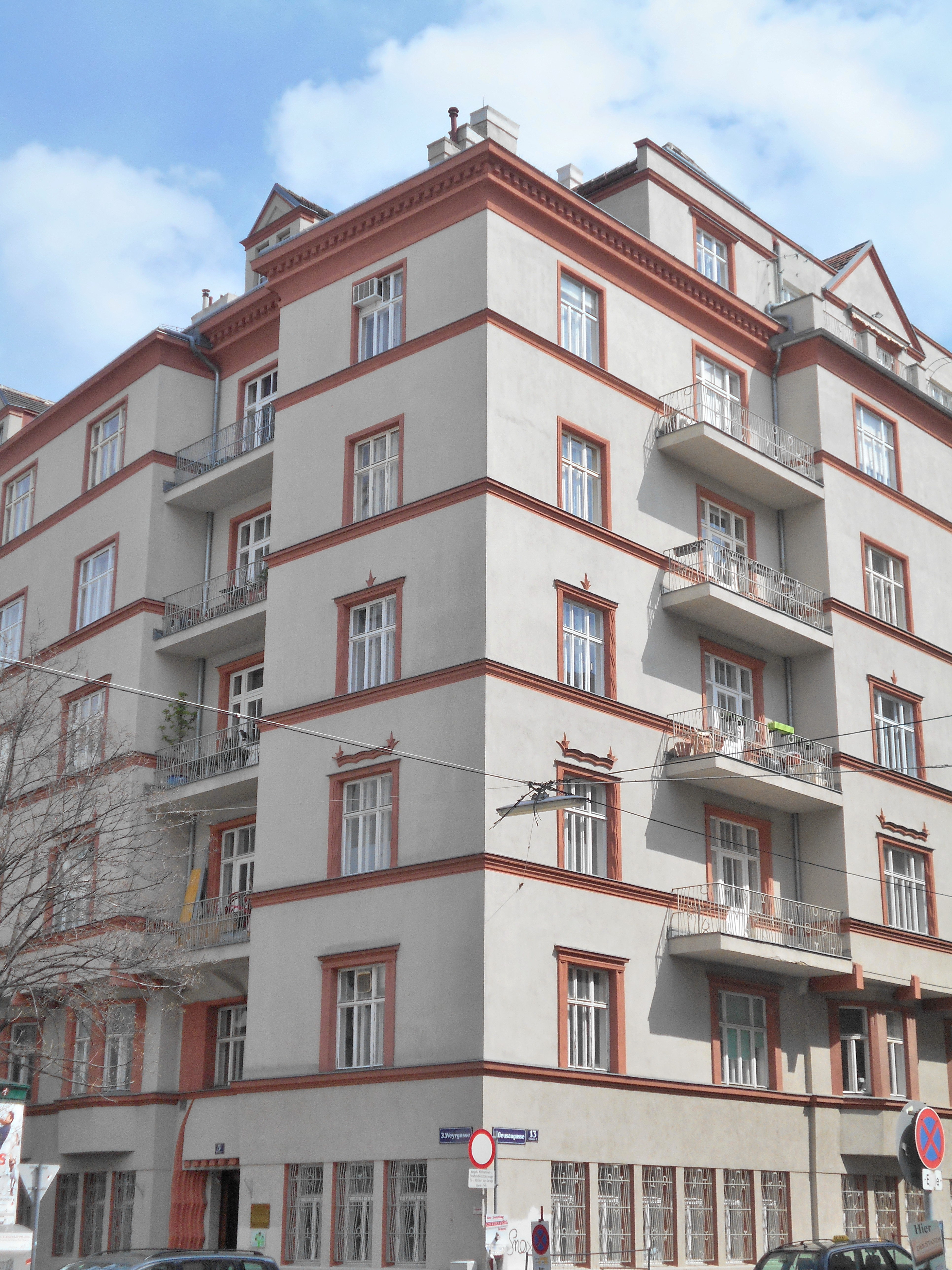
Wohnhausanlage in der Weyrgasse 5, Wien-Landstraße, 1924–1925

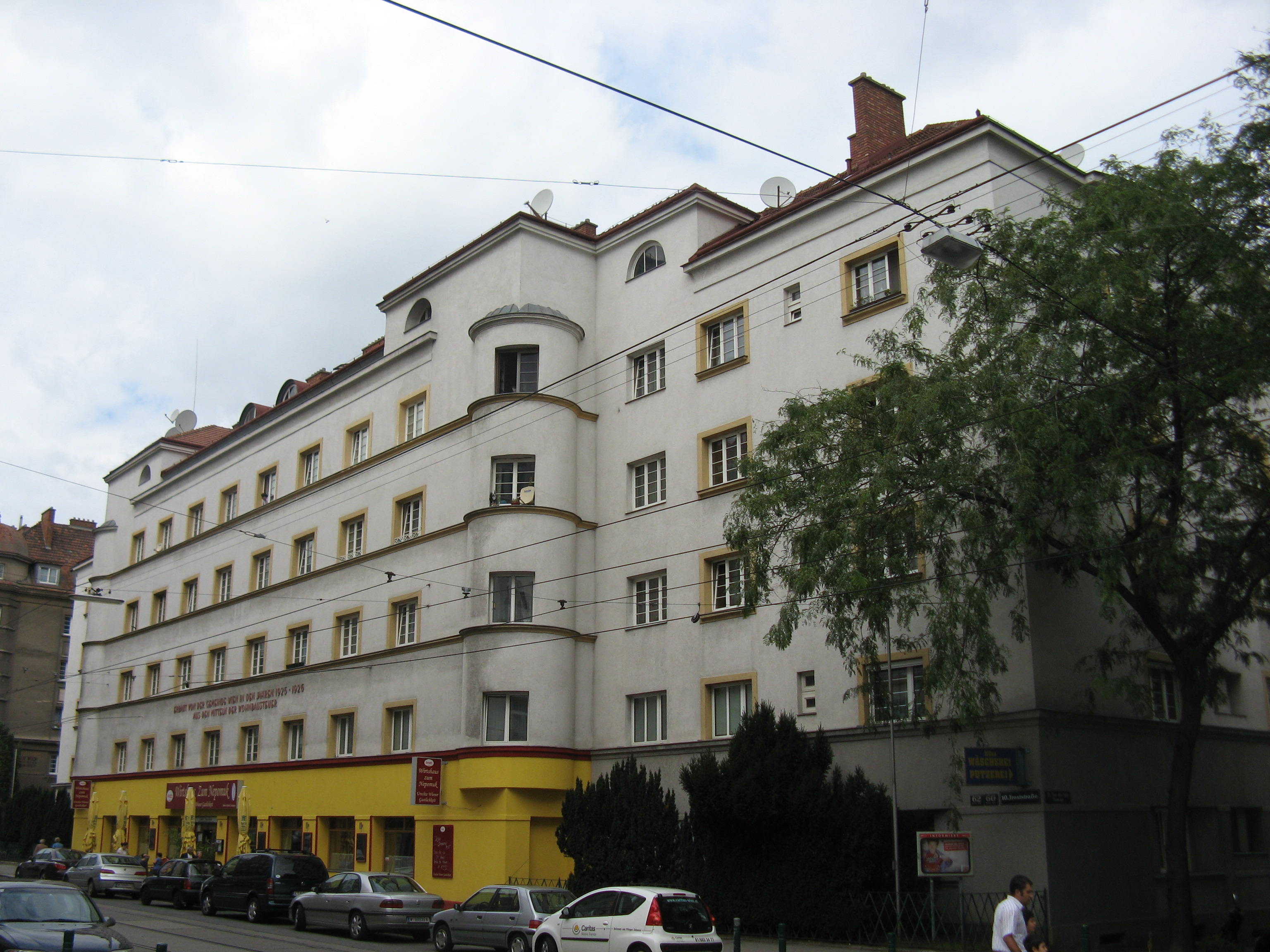
Wohnhausanlage in der Troststraße 60–62, Wien-Favoriten, 1925–1926

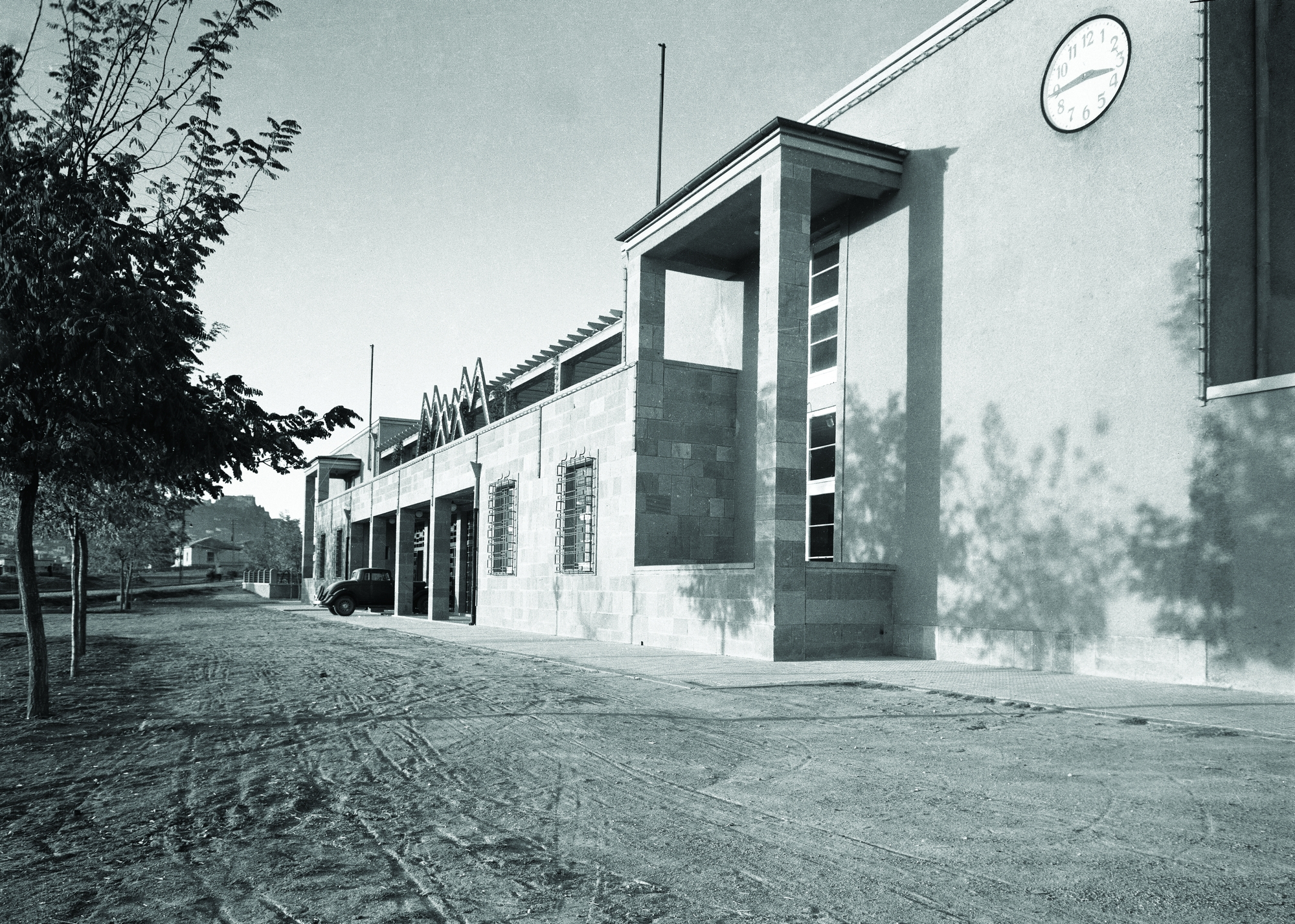
Staatliches Konservatorium der Hacettepe-Universität in Ankara, 1927–1928

- Reformsiedlung „Eden“, Hütteldorf/Wien, 1921–1922.
- Staatliches Konservatorium der Hacettepe-Universität, Ankara, 1927–1928.
- Oberster Rechnungshof, Ankara, 1928.
- Mädchengewerbeinstitut, Ankara, 1930–1931.
- Villa Ragip Devres, Istanbul, 1930–1931.
- Mädchengymnasium, Ankara, 1930–1931.
- Landwirtschaftliche Hochschule, Ankara, 1931–1933.
- Chirurgie und Anatomie der Universitätskliniken, Istanbul, 1932–1936.
- Lehrerseminar, Balıkesir, 1933–1934.
- Hochschule für politische Bildung, Ankara, 1933–1936.
- Biologische Fakultät, Istanbul, 1932–1936.
- Mustergut für Kemal Atatürk, Ankara, 1930–1937.
- Haus Fuat Bulca, Ankara, 1936.
- Botschaft der Schweiz, Ankara, 1936–1940.
- Botschaft des Irak, Ankara, 1936–1938.
- Verwaltung und Internat des Luftflottenvereins, Ankara, 1934–1936.